# Edwin Camilleri
Edwin Camilleri (8 gennaio 1963) è un ex calciatore maltese, di ruolo difensore.

## Carriera

### Nazionale
Ha collezionato quarantanove presenze con la propria Nazionale.